# Sekulići (Ozalj)
Sekulići is een plaats in de gemeente Ozalj in de Kroatische provincie Karlovac. De plaats telt 8 inwoners (2001).